# Coryphaenoides serrulatus
Coryphaenoides serrulatus es una especie de pez de la familia Macrouridae en el orden de los Gadiformes.

## Morfología
• Los machos pueden llegar alcanzar los 45 cm de longitud total.

## Hábitat
Es un pez de aguas profundas que vive entre 540-2.070 m de profundidad.

## Distribución geográfica
Se encuentra en el Pacífico suroccidental: Nueva Zelanda, Mar de Tasmania, sur de Tasmania y Australia ( Victoria).